# Robert Miano
Robert Miano (ur. 25 września 1942 w Nowym Jorku) – amerykański aktor, scenarzysta i producent filmowy pochodzenia włoskiego.

## Życiorys
Dorastał na południowym Bronxie, gdzie rozpoczął karierę śpiewaka w wieku 15 lat, gdy agent talentów usłyszał go śpiewającego z grupą doo wop na rogu ulicy. Później dostał główną rolę w sztuce Satyricon, która odniosła sukces na Stratford Shakespearean Festival w Ontario w Kanadzie. Następnie spędził dwa i pół roku podróżując po Europie jako trubadur, zarabiając na życie śpiewając i grając na gitarze na ulicach, w restauracjach i barach.
Karierę filmową rozpoczął jako rabuś w dramacie sensacyjnym Michaela Winnera Życzenie śmierci (1974) z Charlesem Bronsonem. Następnie przeniósł się do Los Angeles, gdzie wystąpił w ponad stu filmach i serialach telewizyjnych, w tym w dramacie gangsterskim Pogrzeb (1996) z udziałem Christophera Walkena, Chrisa Penna i Benicia del Toro, dramacie kryminalnym Mike’a Newella Donnie Brasco (1997) jako Alphonse „Sonny Red” Indelicato u boku Ala Pacino, Michaela Madsena i Johnny’ego Deppa oraz biblijnej Księdze Daniela (2013) w roli Daniela z Lance’em Henriksenem.
19 kwietnia 2014 ożenił się z Silvią Spross.

## Filmografia

### Filmy
- 1974: Życzenie śmierci jako rabuś
- 1984: Podpalaczka jako oślepiony agent
- 1993: Sliver jako detektyw Howard
- 1994: Małolaty ninja wracają jako kierowca transportu
- 1996: Pogrzeb jako Enrico
- 1997: Wyrok jako Raymond Kelsey
- 1997: Donnie Brasco jako Sonny Red
- 1998: Złodziejski trick jako Frank Riles
- 1999: Pęd ku zagładzie jako John Gathers
- 1999: Zemsta mafii jako Dominic Catania
- 2000: Lochy i smoki jako Azmath
- 2005: Edison jako Droste
- 2005: Prowokacja jako Bruno
- 2006: Władza pieniądza jako Pit Boss
- 2009: Szybcy i wściekli jako Braga Double
- 2010: Poznaj naszą rodzinkę jako znajomy rodziców
- 2012: Spotkanie jako Bruno Mingarelli
- 2013: Księga Daniela jako Daniel

### Seriale TV
- 1976: Ulice San Francisco jako Joey Lucero
- 1980: Barnaby Jones jako Hit-Man
- 1984: Knots Landing jako Slim
- 1984: Cagney i Lacey jako Jogger
- 1985: MacGyver jako Black
- 1985: Knots Landing jako mechanik
- 1986: Drużyna A
- 1987: Detektyw Hunter jako Karl
- 1987: Partnerzy jako Chaffee
- 1987: Crime Story jako Phil Ross
- 1990: Matlock jako Ken Groman / William Hodges
- 1991: Gliniarz i prokurator jako Manny Pacheco
- 1994: Frasier jako Rocco
- 1994–1995: Szpital miejski jako Joe Scully
- 1996: Karolina w mieście jako Pauly Brown
- 1999: Mściciel jako Michael Sanricci
- 1999: Air America
- 1999: Star Trek: Stacja kosmiczna jako Frankie Eyes
- 1999: Gorączka w mieście jako Alfredo Matessa
- 1999: Brygada Acapulco jako Tully Sims
- 1999: Zdarzyło się jutro jako pan Escobar
- 2000: Strażnik Teksasu jako Clint Redman
- 2002: The Shield: Świat glin jako Eddie Crosby
- 2004: Żar młodości jako Bertolli Lewis
- 2017: Zabójcze umysły jako poszukiwacz
- 2019: What/If jako pan Willis